# Enrique Urquijo
Enrique Urquijo Prieto (* 15. Februar 1960 in Madrid; † 17. November 1999 ebenda) war ein spanischer Sänger, Komponist und Gitarrist.
Er gründete in den späten 1970er Jahren zusammen mit José Enrique Cano (bekannt als Canito) sowie seinen Brüdern Javier und Álvaro die Band Tos, welche nach dem Tod Canitos im Jahre 1980 – das Gedenkkonzert zu dessen Ehren gilt als Beginn der Kulturbewegung Movida madrileña – als Los Secretos neu gegründet wurde und noch heute besteht. Überdies trat er ab 1992 in unterschiedlicher Besetzung, darunter verschiedentlich mit Mitgliedern von Los Secretos, mit seiner Parallelband Los Problemas auf. Unter den zahlreichen Tonträgern, die er mit den drei Bands herausgab, befindet sich Adiós tristeza (Los Secretos, 1991), welches von der spanischen Ausgabe von Rolling Stone 2009 zu einem der 50 besten Rock-Alben des spanischen Rocks gekürt wurde. Die Kompilation Grandes Éxitos (Los Secretos, 1996) wurde über 300.000 Mal verkauft.
Urquijo hatte mit Almudena Navarro Barrio eine 1994 geborene Tochter namens María. Von 1996 bis zu seinem Tod war er mit Pía Minchot liiert.
Seit den frühen 1980er Jahren heroinsüchtig – einen ersten Entzugsversuch unternahm er bereits 1983 – starb er 1999 an einer Überdosis. Man fand ihn am 17. November leblos in einem Hauseingang im Madrider Viertel Malasaña. Die Drogensucht hatte er unter anderem in den Liedern Buena Chica sowie im seiner Tochter gewidmeten Agárrate a mí María. Enrique Urquijos Grab befindet sich auf dem Madrider Friedhof Cementerio de la Almudena.
Aus Anlass seines Todes erschien ein Jahr später das Album A tu lado, für das Musiker wie Antonio Vega, Luz Casal und Miguel Ríos sowie Bands wie Celtas Cortos Urquijos bekannteste Lieder neu interpretierten. 2014 erschien mit Han llovido 15 años ein weiteres Tribute-Album. Am 28. April 2010 beschloss der Gemeinderat von Madrid eine Straße im Stadtteil Vicálvaro nach ihm zu benennen.

## Diskographie

### Mit Tos
- Tos (1978)

### Mit Los Secretos
- Los Secretos (EP; 1980)
- Los Secretos (1981)
- Todo sigue igual (1982)
- Algo más (1983)
- El Primer Cruce (1986)
- Continuará (1987)
- Directo 88 (Live, 1988)
- La Calle del Olvido (1989)
- Adiós Tristeza (1991)
- Cambio de Planes (1993)
- Dos Caras Distintas (1995)
- La Historia de Los Secretos (dreiteilige Kompilation; 1996)
- Grandes Éxitos Vol. I (Kompilation; 1996)
- Grandes Éxitos Vol. II (Kompilation; 1996)

### Mit Los Problemas
- Enrique Urquijo y Los Problemas (1993)
- Desde que no nos vemos (1998)
- Lo mejor de Enrique Urquijo y Los Problemas (Kompilation; 2001)

### Gedenkalben
- A tu lado (2000)
- Han llovida 15 años (2014)